# Himasha Eashan
Himasha Eashan Waththakankanamge (né le 7 mai 1995 à Kalutara) est un athlète srilankais, spécialiste du 100 mètres, dont il détient le record national.

## Biographie
Né à Kalutara, Eashan effectue sa scolarité à l'école Kalutara Vidyalaya.
Dès 2012 il termine 1er des championnats du Sri Lanka, mais il est testé positif à la méthylhexanamine et écope d'un an de suspension.
En 2016 il remporte le 100 m des Jeux sud-asiatiques à Guwahati, après avoir établi un record national de 10 s 26 en séries.
Il améliore ce record en 2019 en réalisant 10 s 22 lors d'une épreuve qualificative aux Jeux sud-asiatiques.
Eashan est régulièrement aligné en relais dans l'équipe nationale. En 2015 il fait partie du relais qui termine 4e des championnats d'Asie en 39 s 38, un record national.
En 2018 ce record est amélioré à l'occasion des Jeux du Commonwealth, dans le temps de 39 s 08.

### Palmarès national
- 4 titres sur 100 m : 2015, 2016, 2018, 2019
- 1 titre sur 200 m : 2015

### Records
| Épreuve | Performance | Lieu    | Date            |
| ------- | ----------- | ------- | --------------- |
| 100 m   | 10 s 22     | Colombo | 24 février 2019 |
| 200 m   | 21 s 17     | Taipei  | 14 juin 2014    |